# NGC 4252
NGC 4252 ist eine leuchtschwache, spiralförmige Zwerggalaxie vom Hubble-Typ Sb mit ausgedehnten Sternentstehungsgebieten im Sternbild Jungfrau auf der Ekliptik. Sie ist schätzungsweise 35 Millionen Lichtjahre von der Milchstraße entfernt und hat einen Durchmesser von etwa 15.000 Lichtjahren. Die Galaxie gilt als Mitglied der umfangreichen NGC 4472-Gruppe (LGG 292) und ist unter der Katalognummer VCC 289 als Mitglied des Virgo-Galaxienhaufens gelistet. 

Im selben Himmelsareal befinden sich u. a. die Galaxien NGC 4249, NGC 4257, NGC 4259, NGC 4266.
Das Objekt wurde am 26. Mai 1864 von Albert Marth entdeckt.